# ティム・メリア
ティム・メリア（Tim Melia、1986年5月15日 - ）は、アメリカ合衆国出身のサッカー選手。スポルティング・カンザスシティ所属。ポジションはGK。

## クラブ経歴
2008年4月、ユナイテッドサッカーリーグのロチェスター・ライノズと契約を結んだ。
2010年3月、シーズン前のトライアルを経てレアル・ソルトレイクに加入。翌4月、USL2部のチャールストン・バッテリーにレンタル移籍した。
2012年1月、クラブ・デポルティボ・チーヴァス・USAに加入。
2014年8月、ゴールキーパー2名が負傷離脱していたスポルティング・カンザスシティに帯同。シーズン中に出場機会は訪れなかったが、2015年シーズンより正式に契約を締結した。
2015年シーズン当初は2ndキーパーに置かれたが、5月から先発の座を確保。シーズン中の活躍から、MLS年間最優秀カムバック選手に選ばれた。
以来、リーグ屈指のゴールキーパーの名声を得ている。2015年と2017年のUSオープンカップではいずれもPK戦の末、同タイトルを獲得した。2017年シーズンは1試合あたり0.78ゴールに抑えたことが評価され、MLS年間最優秀GKおよびMLSベストイレブンに選出された。

## タイトル

### クラブ
チャールストン・バッテリー
- USLセカンド・ディビジョン: 2010

スポルティング・カンザスシティ
- USオープンカップ: 2015, 2017

### 個人
- MLSカムバック選手賞: 2015
- USオープンカップMVP: 2017[6]
- MLS年間最優秀GK: 2017[7]
- MLSベストイレブン: 2017[8]